# Квинти Вест
Квинти Вест (енгл. Quinte West) је град у Канади у покрајини Онтарио. Према резултатима пописа 2011. у граду је живело 43.086 становника.

## Становништво
Према резултатима пописа становништва из 2011. у граду је живело 43.086 становника, што је за 0,9% више у односу на попис из 2006. када је регистровано 42.697 житеља.
| 2006.  | 2011.  | 2016.  |
| ------ | ------ | ------ |
| 42.697 | 43.086 | 43.577 |